# Andreas Bjelland
Andreas Bjelland (Fredensborg, 11 de julio de 1988) es un exfutbolista danés. Jugaba de defensa y desde enero de 2025 es entrenador asistente del Lyngby BK de la Superliga de Dinamarca.

## Selección nacional
Fue internacional con la selección de fútbol de Dinamarca en 29 ocasiones y marcó dos goles. Debutó el 17 de noviembre de 2010, en un encuentro amistoso ante la selección de la República Checa que finalizó con marcador de 0-0.

### Participaciones en Eurocopas
| Eurocopa                | Sede              | Resultado    |
| ----------------------- | ----------------- | ------------ |
| Eurocopa Sub-21 de 2011 | Dinamarca         | Primera fase |
| Eurocopa 2012           | Polonia y Ucrania | Primera fase |

## Clubes
| Club               | País         | Año       |
| ------------------ | ------------ | --------- |
| Lyngby BK          | Dinamarca    | 2007-2009 |
| F. C. Nordsjælland | Dinamarca    | 2009-2012 |
| F. C. Twente       | Países Bajos | 2012-2015 |
| Brentford F. C.    | Inglaterra   | 2015-2018 |
| F. C. Copenhague   | Dinamarca    | 2018-2022 |
| Lyngby BK (cedido) | Dinamarca    | 2021-2022 |
| Lyngby BK          | Dinamarca    | 2022-2025 |

## Palmarés

### Campeonatos nacionales
| Título                 | Club               | País      | Año     |
| ---------------------- | ------------------ | --------- | ------- |
| Copa de Dinamarca      | F. C. Nordsjælland | Dinamarca | 2009-10 |
| Copa de Dinamarca      | F. C. Nordsjælland | Dinamarca | 2010-11 |
| Superliga de Dinamarca | F. C. Nordsjælland | Dinamarca | 2011-12 |
| Superliga de Dinamarca | F. C. Copenhague   | Dinamarca | 2018-19 |